# Баклан бразильський
Баклан бразильський (Phalacrocorax brasilianus) — вид сулоподібних птахів родини бакланових (Phalacrocoracidae).

## Поширення
Вид поширений в Центральній та Південній Америці.

## Опис
Птах завдовжки від 70 до 75 см, розмахом крил 100 см і вагою від 1 до 1,5 кг. Птахи у південних популяціях, як правило, більші, ніж у північних. Він тонкий і невеликий у порівнянні з Phalacrocorax auritus. Він має довгий хвіст і часто утримує шию в формі S. Оперення переважно чорне, з жовто-коричневим горлом. Під час сезону розмноження з боків голови відростають білі пучки, а на горлі з'являється біла облямівка.

## Спосіб життя
Птах живиться рибою, пуголовками і безхребетними, яких він ловить в дрібних прибережних водах і серед водоростей. Моногамний птах і розмножується колоніями. Гніздо — це платформа з гілочок із западиною в центрі, оточена гілочками та травами. Вони відкладають до п'яти білуватих або синюватих яєць. Обидві статі насиджують кладку приблизно 25–30 днів, і обидва батьки годують молодняк приблизно до 11 тижнів. На дванадцятому тижні пташенята стають самостійними.

## Підвиди
- P. b. mexicanus (J.F. Brandt, 1837) — південь США (від півдня Арізони до Луїзіани) через Мексику до Нікарагуа, Багамських островів та Куби.
- P. b. brasilianus (J.F. Gmelin, 1789) — Центральна та Південна Америка від Коста-Рики до Вогняної Землі.